# باغ نظام‌الدوله
باغ نظام‌الدوله یا باغ صاحب‌اختیار یکی از باغ‌های تاریخی استان فارس واقع در شهر شیراز بوده‌است که توسط حسین‌خان مقدم مراغه‌ای، مشهور به نظام‌الدوله صاحب‌اختیار، حاکم فارس در دورهٔ قاجار بنا شده‌است.
به دستور نظام‌الدوله، آب شش‌پیر از شهرستان سپیدان به وسیلهٔ کانالی به شیراز منتقل شده و از این باغ می‌گذشته است.
این باغ که هم‌اکنون ویران و تبدیل به منازل مسکونی شده‌است در شمال خیابان زند، روبروی خیابان خیام کنونی قرار داشته‌است.
پس از صاحب‌اختیار، این باغ به عنوان کنسول‌گری بریتانیا در شیراز مورد استفاده قرار گرفته‌است.